# Sylvie Bréal
Pour les articles homonymes, voir Bréal.
Sylvie Bréal, née le 26 janvier 1945, est une actrice française.

## Filmographie

### Cinéma
- 1963 : L'assassin connaît la musique... de Pierre Chenal : Marie-Josée Fribourg
- 1964 : Le Gendarme de Saint-Tropez de Jean Girault : Jessica
- 1965 : Monnaie de singe d'Yves Robert : La mariée
- 1965 : La Tête du client de Jacques Poitrenaud : Cerise
- 1966 : Sept hommes et une garce de Bernard Borderie : Monica
- 1966 : Toutes folles de lui de Norbert Carbonnaux : Marisa
- 1967 : L'Homme qui ment d'Alain Robbe-Grillet : Maria
- 1969 : Solo de Jean-Pierre Mocky : Micheline
- 1967 : Cinquante briques pour Jo (Hold-up pour Laura) de Jean Maley : Laura
- 1970 : Le Cri du cormoran le soir au-dessus des jonques de Michel Audiard : Martine
- 1970 : L'amour, oui! Mais... de Philippe Schneider : Éliane

### Télévision
- 1965 : Version grecque (Téléfilm) : Nannion
- 1965 : Le Mystère de la chambre jaune de Jean Kerchbron (Téléfilm) : Sylvette
- 1967 : La princesse du rail d'Henri Spade (Série TV) : Virginie
- 1969 : Café du square de Louis Daquin (Série TV) : Chula[1]
- 1969 : Le comte Yoster a bien l'honneur (Série TV) : Gisèle
- 1970 : Madame Filoumé (Téléfilm) : Diana
- 1973 : La Duchesse d'Avila de Philippe Ducrest (Série TV) : Zibedde